# Museos de la Atalaya
Los Museos de la Atalaya son un espacio cultural museístico y con salas polivalentes localizado en Jerez de la Frontera (Andalucía, España).
Comprende el Misterio de Jerez como complejo destinado a celebraciones, espectáculos, reuniones,... y el Palacio del Tiempo como "Museo" de Relojes. El edificio palaciego que acoge el museo data de 1873, si bien la institución museística (Fundación) se inicia en 1987.
En el centro temático también se realizan convenciones, encuentros y otras actividades culturales, como el ciclo estival de música Noches de Bohemia durante las obras en el Alcázar de Jerez o la Cumbre Europea de la Juventud en 2010.

La gestión del conjunto de los Museos de la Atalaya corre a cargo de la Fundación Andrés de Ribera, cuya presidencia la ostenta la alcaldía de Jerez de la Frontera o la Presidencia de Diputación de Cádiz con alternancia cada 4 años 

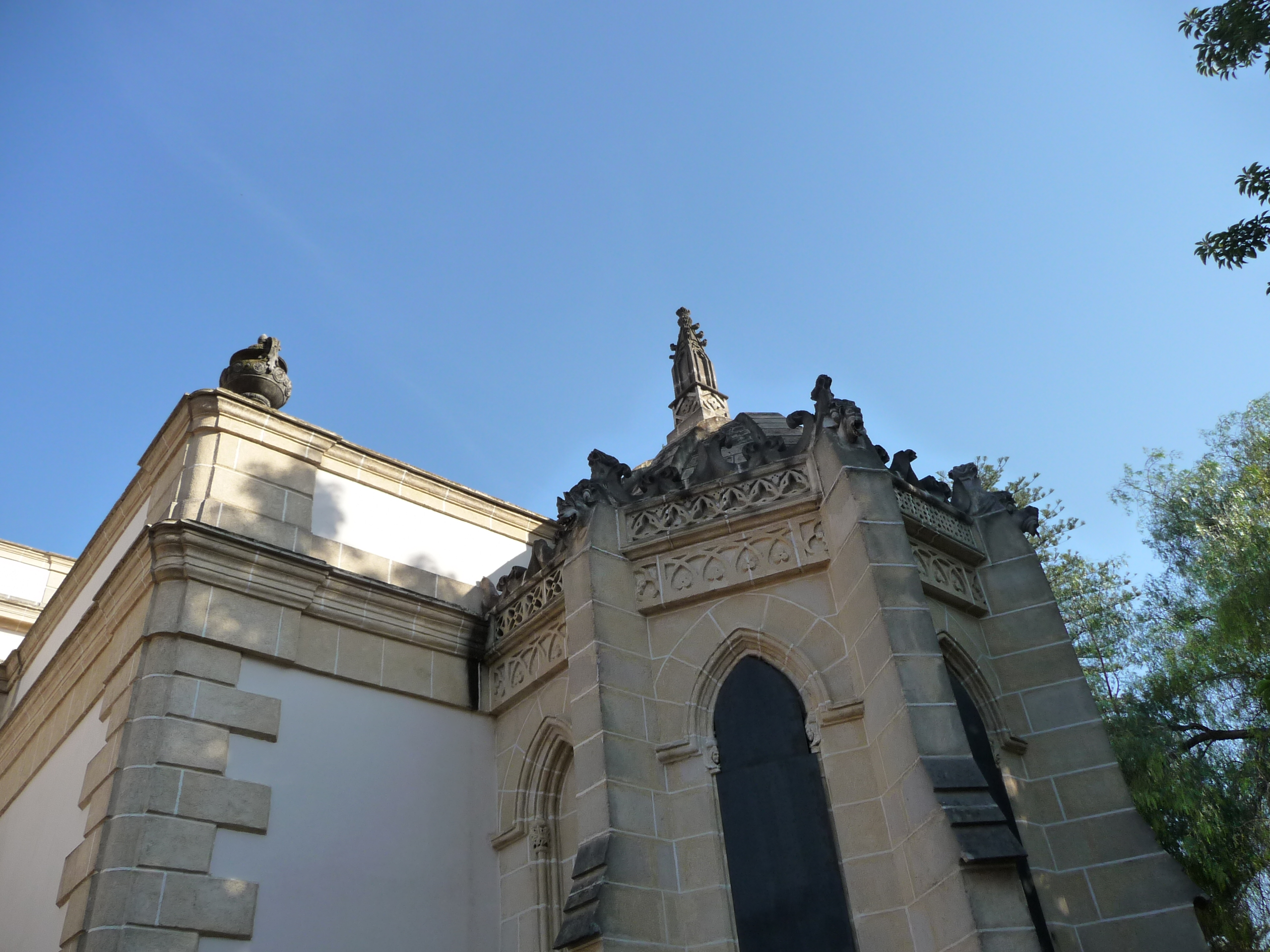
Lateral exterior del Palacio del Tiempo.

## Instalaciones
El centro cuenta con amplios jardines, un palacete que acoge el museo Palacio del Tiempo y unas antiguas bodegas de 1881 adaptadas como espacios polivalentes para reuniones, congresos y celebraciones.

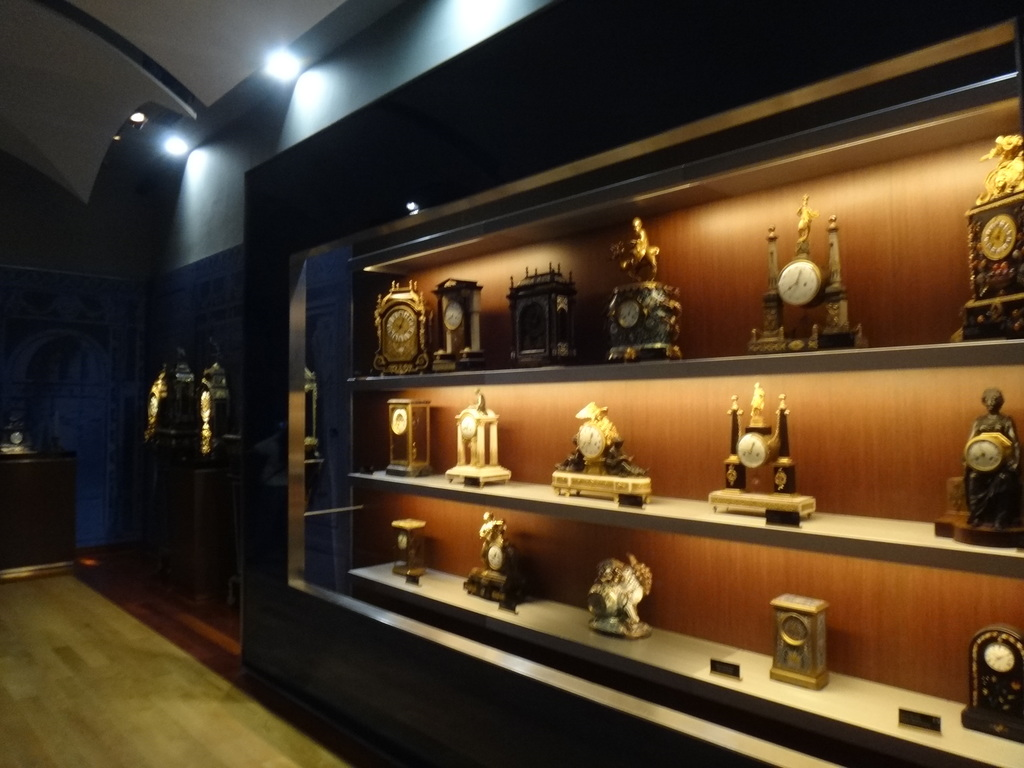
Interior del Museo de Relojes.

En 2020 se procedió a su restauración. Las reformas y mejoras, también en la dotación tecnológica del museo (finalizado en febrero de 2022)  y de la sala auditorio de usos múltiples (finalizadase en octubre de 2021).

## Jardines de la Atalaya

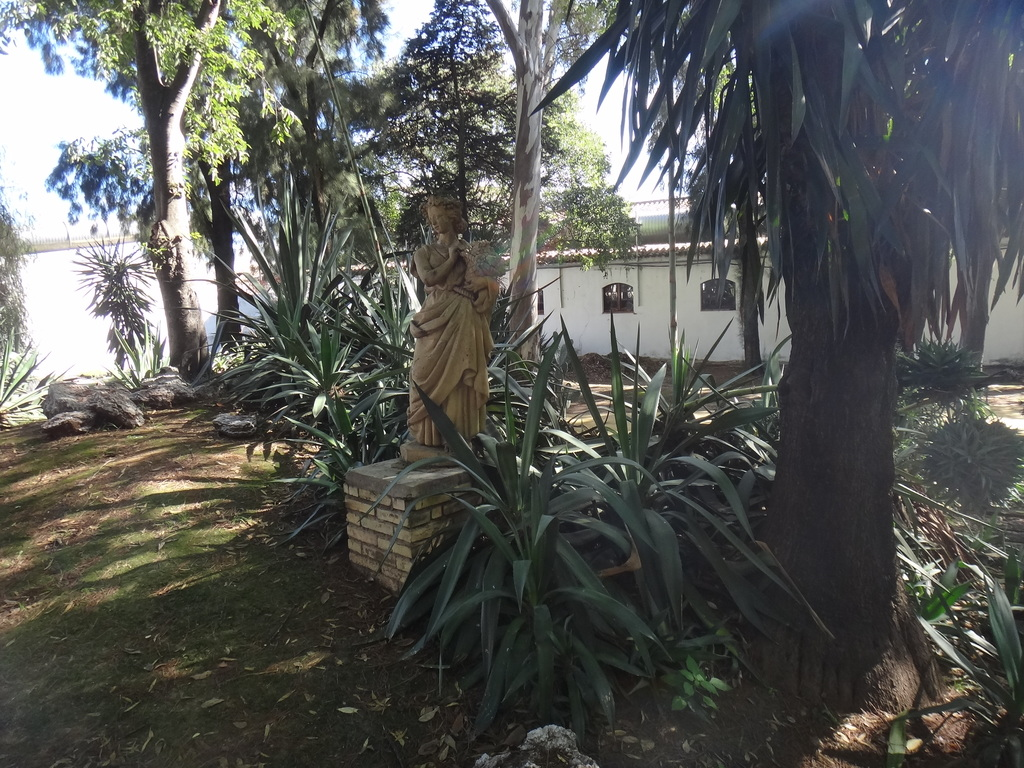
Jardines

Los jardines de la Atalaya, que rodean el museo, fueron diseñado según el paisajismo francés del siglo XIX. Han sido declarados Bien de Interés Cultural como jardines históricos, y catalogados como Patrimonio Histórico Andaluz.

## El Palacio del Tiempo
El Palacio del Tiempo acoge el Museo de los Relojes, considerada una de las colecciones de mayor valor en Europa. Fue inaugurado el 20 de marzo de 1973 con una colección de 152 relojes heredados por testamento de la Condesa viuda de Gavia. El coleccionista Pedro León aumentó la colección en 1974 con 74 relojes y en 1977 con 76 relojes más.
Actualmente la colección cuenta con 287 piezas expuestas en el Museo. Se recogen las técnicas relojeras inglesa, francesa, italiana, suiza, austriaca, y alemana.
La colección de relojes se encuentra distribuida en diferentes salas del museo, divididas a su vez en dos plantas del edificio:
- Patio de Bienvenida: Hall de Losada.
- Sala de la Plata: selección de la colección de plata civil (desde septiembre de 2022)
- Salón Luis XV: “La Historia del Tiempo”.
- Sala Azul: Relojes Franceses.
- Sala Oro: Relojes Franceses Estilo Imperio (1800-1830).
- Sala Púrpura: Relojes Franceses Carlos X (1824-1830).
- Sala Verde: Relojes Ingleses.
- Sala Arturo Paz. Relojes Notables y de Bolsillo.
- Taller del Relojero. Incluye una colección de bastones del siglo XIX.

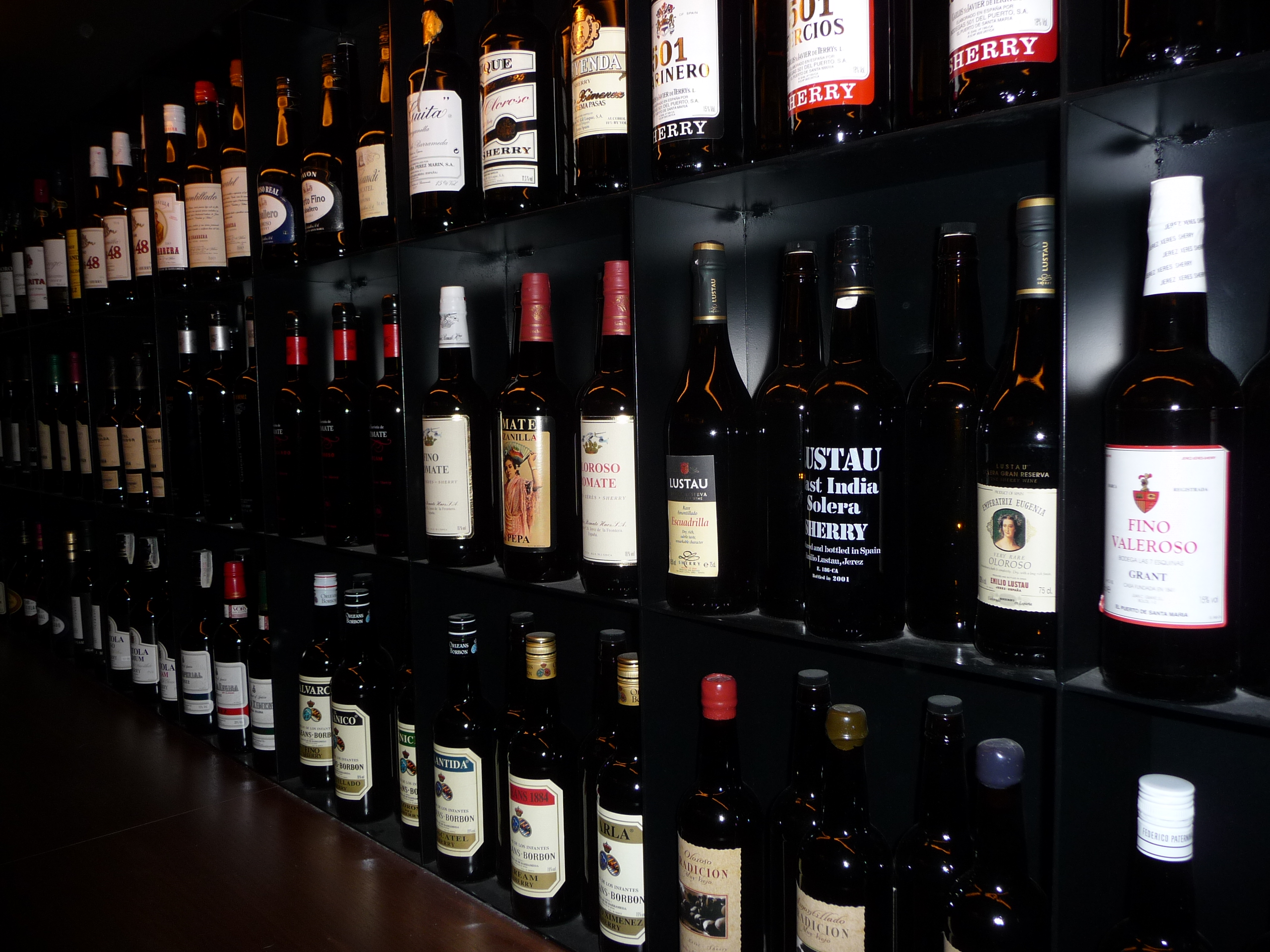
Colección de botellas de vino.

Igualmente destaca el valor arquitectónico del edificio (destacando su capilla) y otras obras de arte, como tapices de la Escuela Flamenca (Ian de Strycker)